# Cyphopterum fauveli
Cyphopterum fauveli är en insektsart som först beskrevs av Noualhier 1897.  Cyphopterum fauveli ingår i släktet Cyphopterum och familjen Flatidae. Inga underarter finns listade i Catalogue of Life.